# سیارک ۲۲۸۷۴
سیارک ۲۲۸۷۴ (به انگلیسی: 22874 Haydeephelps، نامگذاری:1999RO197) بیست و دو هزار و هشتصد و هفتاد و چهارمین سیارک کشف شده‌است که در ۸ سپتامبر ۱۹۹۹ کشف شد.
قدر مطلق سیارک برابر ۱۷.۰ است.